# Leichtflugzeugbauer
Der Leichtflugzeugbauer ist ein staatlich anerkannter Ausbildungsberuf nach dem Berufsbildungsgesetz.

## Ausbildungsdauer und Struktur
Die Ausbildungsdauer zum Leichtflugzeugbauer beträgt in der Regel drei Jahre. Die Ausbildung erfolgt an den Lernorten Betrieb und Berufsschule. 

## Arbeitsgebiete
Leichtflugzeugbauer stellen  Leichtfluggeräte wie Motorsegler, Ultraleichtfluggeräte, aber auch Segelflugzeuge her. Dazu nutzen sie Faserverbundwerkstoffe und Leichtmetalle, aus denen sie zunächst einzelne Bauteile herstellen. Sie prüfen die Bauteile auf Maßhaltigkeit, Oberflächenbeschaffenheit und Werkstofffehler und fügen sie anschließend zu Baugruppen zusammen, bis schlussendlich ein Leichtfluggerät entsteht. Leichtflugzeugbauer führen aber auch Inspektionen der Steuerungssysteme, Fahrwerke und Navigationsinstrumente durch. 
Sie finden ihren Arbeitsplatz in Industriebetrieben des Segel- und Leichtflugzeugbaus.

## Aufstiegs- und Weiterbildungsmöglichkeiten
Mit dem Abschluss der Ausbildung haben Leichtflugzeugbauer die Möglichkeit einer anknüpfenden Weiterbildung oder eines weiterführenden Studiums:
- Industriemeister
- Staatlich geprüfter Techniker
- Industrie-Betriebswirt
- Technischer Fachwirt
- Ingenieursstudium

Auch eine weitere Spezialisierung, z. B. im Bereich der Luft- und Raumfahrttechnik, ist für den Auszubildenden möglich.